# Stop Crying Your Heart Out
Stop Crying Your Heart Out è una canzone della band inglese Oasis, pubblicata il 17 giugno 2002 come secondo singolo precedente all'uscita dell'album Heathen Chemistry. Ha raggiunto la seconda posizione nella Official Singles Chart, ottenendo il disco di platino nel Regno Unito, e la vetta delle classifiche in Italia.

## Descrizione
La canzone è stata accostata dal New Musical Express a Don't Look Back in Anger per il titolo imperativo e per il testo incentrato sull'incitamento ad andare avanti nonostante le asprezze della vita. Noel Gallagher spiegò di aver scritto il brano pensando a un suo amico che attraversava un periodo di difficoltà. Lo stesso Noel aveva riposto molte aspettative in questa canzone, dicendo: «Spero che ci dia molto, come è stato per Don't Look Back In Anger... Non volevo che uscisse come singolo, perché mi sembrava che sarebbe stato come rifare qualcosa di già fatto, ma tutti dicevano 'Sei completamente pazzo'.»
Will Malone, che ha collaborato in passato con Massive Attack e Faithless, l'ha definita "oro". Ha poi collaborato con Noel all'arrangiamento.

## Video musicale
Il videoclip alterna immagini del gruppo mentre si esibisce in studio di registrazione, con altre di una ragazza che vaga malinconica per le strade di una città.

## Diffusione
Il brano è stato scelto per diverse colonne sonore, ad esempio per il film The Butterfly Effect, in cui recitavano Ashton Kutcher e Amy Smart, poi per la serie tv Smallville. Il pezzo è famoso, inoltre, per essere stato eseguito dalla televisione inglese dopo la sconfitta della nazionale inglese al campionato mondiale di calcio 2002. Anche Noel Gallagher, durante il Festival di Glastonbury del 2004, ha dedicato la canzone alla nazionale di calcio inglese, appena sconfitta nel campionato europeo. La canzone compare anche nel film Made of Honor, tra i cui attori vi erano Patrick Dempsey e Michelle Monaghan.

## Formazione
- Liam Gallagher - voce, tamburello
- Noel Gallagher - chitarra elettrica, cori
- Gem Archer - pianoforte, chitarra acustica
- Andy Bell - basso
- Alan White - batteria

## Cover
La cantante britannica Leona Lewis ne ha fatto una cover, pubblicata nel suo secondo album Echo, del 2009.
Nel 2010 il cantante degli One Direction Liam Payne ne ha presentato una cover per X Factor UK.
Nel novembre 2020 la canzone è stata proposta in una cover eseguita per la causa benefica di Children In Need sotto la supervisione di BBC Radio 2 da vari artisti: Bryan Adams, Izzy Bizu, Cher, Clean Bandit, Mel C, Jamie Cullum, Ella Eyre, Paloma Faith, Rebecca Ferguson, Jess Glynne, Sheku Kanneh-Mason, Lenny Kravitz, KSI, Lauv, Ava Max, Kylie Minogue, James Morrison, Gregory Porter, Nile Rodgers, Jack Savoretti, Jay Sean, Anoushka Shankar, Robbie Williams e Yola. La musica è opera della BBC Concert Orchestra con Grace Chatto e Sheku Kanneh-Mason al violoncello e Anoushka Shankar al sitar. La cover, accompagnata da un video musicale e prodotta da Mark Taylor e Brian Rawling, è stata pubblicata come singolo da Decca Records, con i proventi destinati a Children In Need.

## Tracce
- CD

1. "Stop Crying Your Heart Out" - 5:02
2. "Thank You For The Good Times" - 4:32
3. "Shout It out Loud" - 4:20

- 7"

1. "Stop Crying Your Heart Out" - 5:02
2. "Thank You For The Good Times" - 4:32

- 12"

1. "Stop Crying Your Heart Out" - 5:02
2. "Thank You For The Good Times" - 4:32
3. "Shout It out Loud" - 4:20

- DVD

1. "Stop Crying Your Heart Out" - 5:03
2. "Stop Crying Your Heart Out" (demo) - 5:08
3. 10 Minutes Of Noise And Confusion - Pt Two - 7:24

## Classifiche
| Classifica (2002) | Posizione massima |
| ----------------- | ----------------- |
| Australia         | 48                |
| Austria           | 41                |
| Belgio (Vallonia) | 63                |
| Canada            | 6                 |
| Danimarca         | 17                |
| Finlandia         | 11                |
| Germania          | 48                |
| Giappone          | 20                |
| Irlanda           | 6                 |
| Italia            | 1                 |
| Norvegia          | 13                |
| Paesi Bassi       | 73                |
| Regno Unito       | 2                 |
| Spagna            | 6                 |
| Svezia            | 23                |
| Svizzera          | 48                |